# 中村敬一 (オペラ)
中村 敬一（なかむら けいいち、1957年〈昭和32年〉6月30日 - ）は、日本のオペラ演出家。ジロー・オペラ賞受賞者。
現在、国立音楽大学招聘教授、洗足学園音楽大学客員教授、大阪音楽大学客員教授、常葉大学短期大学部音楽科客員教授、大阪教育大学講師、沖縄県立芸術大学講師。

## 来歴
祖父は東京・日本橋横山町で子供服問屋を営んでいた。父は慈恵医大の予科に進学し学生オーケストラでヴァイオリンを弾いていたクラシック音楽ファンで、中村が子どもの頃から家にはクラシック音楽の音が絶えなかった。その父が結核で身体を壊したため医学の道を断念し、兄である中村の叔父と共に実家の会社を継ぐこととなる。母は北海道・函館の生まれ。その両親の長男として1957年、中村は生まれる（ほかに3歳上の姉がいる）。その後、居を神楽坂、そして阿佐ヶ谷へと移し、武蔵小金井にある東京学芸大学附属小学校・中学校へと進んだ。
中学生の時、女子ばかりの音楽部で子ども向けオペレッタの助っ人出演とスタッフを担当したことから舞台やオペラに興味を持ち始める。世田谷区下馬の学芸大学附属高等学校に進学すると音楽部に所属した。ここは長年、生徒たちの手でオペラを制作して大学祭で上演するという高校であった。音楽学者・評論家の長木誠司は同級生で、共に『カルメン』『カヴァレリア・ルスティカーナ』などの上演に関わり、オペラへの興味を増やしていった。
その後声楽家を志し、一年の浪人を経て武蔵野音楽大学声楽科に入学（同級生にソプラノ歌手の佐々木典子がいる）、同大学院へ進む。在学中も学内でオペラの上演を企画したりと、オペラとの関わりを深めていった。武蔵野音大の公演では同大学へ招聘されていた演出家、ヨゼフ・ヴィット氏（当時ウィーン国立音楽大学教授）のもと、『フィガロの結婚』の伯爵役を演じ舞台にも立った。また、オペラ演出家の三谷礼二が伊豆高原で開いていた勉強会に学生時代より通い、知遇を得る。大学院を修了すると、舞台監督集団｢ザ・スタッフ｣に所属しオペラスタッフとして活動を始め、稽古場で不在の歌手の代わりに歌い演じる「歌う演出部」として活躍した（これはスタッフの誰もが出来ることではないため重宝された）。
1984年、佐藤しのぶが主演する二期会のオペラ公演『椿姫』において三谷礼二のアシスタントとして初めて演出助手を務めた。それ以降、鈴木敬介、栗山昌良、西澤敬一各氏の演出助手として研鑚を積む。
1989年より文化庁派遣在外研修員としてウィーン国立歌劇場にてオペラ演出を研修する。帰国後､1991年に演出したリメイク版『フィガロの結婚』（スザンナ：佐藤しのぶ、伯爵夫人：大倉由紀枝）で高い評価を得、続く二期会公演「三部作」､東京室内歌劇場公演『ヒロシマのオルフェ』（芥川也寸志作曲）、日生劇場公演『笠地蔵』『北風と太陽』（松井和彦作曲）で演出力が絶賛され、1995年第23回ジロー・オペラ賞新人賞を受賞する。
2000年3月には新国立劇場デビュー公演となった『沈黙』（松村禎三作曲）が高く評価される。松村禎三とは深い信頼関係を結び、松村が亡くなるまでその親交は続いた。2003年、2005年に大阪音楽大学ザ・カレッッジ・オペラハウスで再び『沈黙』を上演する際にもその公演を支えた。
2001年ザ・カレッジ・オペラハウス公演『ヒロシマのオルフェ』で大阪舞台芸術奨励賞を受賞。
2019年、濱田芳通率いるバロックグループ・アントネッロが、レオナルド・ダ・ヴィンチの手掛けたオペラ『オルフェオ物語』を上演する際に演出を担当して以来、『ジュリオ・チェーザレ』（ヘンデル作曲）、『カリスト』（F. カヴァッリ作曲）などで共演が続いている。
滋賀県立芸術劇場びわ湖ホールには開館前から関わり、「青少年オペラ劇場」「オペラへの招待」「音楽会へ出かけよう！」などのシリーズで多数演出を担当。2024年3月には阪哲朗芸術監督のもと、自身の夢であったと語る『ばらの騎士』全幕を演出し、同劇場の4年ぶりとなるプロデュースオペラの舞台上演を大成功へと導いた。
今年11月には同ホールで『竹取物語』を上演予定（原演出：栗山昌良）。

## 人物
- オペラの舞台を目指す若い歌手の指導にも力を注ぎ、国立音楽大学をはじめ多くの教育機関で長年、後進の指導を続けている。

- オペラの台本も手がけ、松井和彦作曲『笠地蔵』『走れメロス』、新倉健作曲『ポラーノの広場』『窓（ウィンドウズ）』、前田佳世子作曲『どんぐりと山猫』などがある。

- 妻と娘二人の四人家族。愛犬家で、オスのパピヨンとメスのカニンヘンダックスフンドを飼っている。

## 略歴
- 1957年　東京都で生まれる。
- 1977年　声楽家を志し、武蔵野音楽大学で声楽を専攻。

- 1980年　大学を卒業。武蔵野音楽大学大学院で声楽を専攻。
- 1982年　大学院を修了。舞台監督集団｢ザ・スタッフ｣に所属しオペラスタッフとして活躍。鈴木敬介、栗山昌良、三谷礼二、西澤敬一各氏のアシスタントとして演出の研鑚を積む。
- 1989年　文化庁派遣在外研修員として、ウィーン国立歌劇場にてオペラ演出を研修。
- 1991年　リメイク版『フィガロの結婚』で高い評価を得る。
- 1992年　松井和彦作曲のオペラ『笠地蔵』の台本と演出を担当。この作品は再演を繰り返されている。
- 1995年　第23回ジロー・オペラ賞新人賞を受賞。
- 2000年　新国立劇場公演『沈黙』が高く評価される。びわ湖ホール青少年オペラ劇場で林光作曲『森は生きている』[16]を演出。現在に至るまでびわ湖ホールの重要なレパートリーとして上演され続けている。
- 2001年　ザ・カレッジ・オペラハウス公演『ヒロシマのオルフェ』で大阪舞台芸術奨励賞を受賞。
- 2002年　第17回国民文化祭・とっとりで新倉健作曲『ポラーノの広場』の台本と演出を担当。以降、新倉とのオペラ創作のコラボレーションが続いている。
- 2003年　大阪音楽大学公演『沈黙』が再び高い評価を得、第一回目の新国立劇場地域招聘公演に選ばれる。
- 2005年　『沈黙』が平成17年度 新国立劇場 地域招聘公演として新国立劇場で上演され、大阪への凱旋公演が文化庁芸術祭大賞を受賞。
- 2008年　ザ・カレッジ・オペラハウス公演　20世紀オペラ・シリーズ『真夏の夜の夢』[17]を演出。
- 2011年　びわ湖ホール「音楽会へ出かけよう！」の構成演出を手掛ける。滋賀県内外から高く評価され、以降10年以上続いている。
- 2013年　ザ・カレッジ・オペラハウス公演『ピーター・グライムズ』[18]を演出。この公演は第22回三菱UFJ信託音楽賞を受賞[19]。
- 2015年　第25回神奈川オペラフェスティバルにて木下牧子作曲『不思議の国のアリス』[20]を演出。
- 2017年　びわ湖ホール公演『ミカド』[21]（アーサー・サリヴァン作曲）を演出、平成29年度 新国立劇場 地域招聘公演として新国立劇場中劇場でも上演される。
- 2018年　びわ湖クラシック音楽祭[22]にてかがり火オペラ『ディドとエネアス』[23]を演出。夜の湖畔で行われた野外オペラとして話題を呼ぶ。
- 2021年　世界遺産である上賀茂神社にて上演された『美しきまほろば～ヤマトタケル』[24]を演出。
- 2022年　びわ湖ホール オペラへの招待『竹取物語』[25]に演出補として参加（原演出：栗山昌良）。